# Hartstown
Hartstown es un lugar designado por el censo ubicado en el condado de Crawford en el estado estadounidense de Pensilvania. En el año 2000 tenía una población de 246 habitantes y una densidad poblacional de 110 personas por km².

## Geografía
Hartstown se encuentra ubicado en las coordenadas 41°33′4″N 80°22′39″O / 41.55111, -80.37750.

## Demografía
Según la Oficina del Censo en 2000 los ingresos medios por hogar en la localidad eran de $28,906 y los ingresos medios por familia eran $31,354. Los hombres tenían unos ingresos medios de $28,906 frente a los $17,500 para las mujeres. La renta per cápita para la localidad era de $12,199. Alrededor del 20.6% de la población estaba por debajo del umbral de pobreza.